# نساء من زجاج (مسلسل)
ناقش العمل مشاكل وقضايا المرأة الخليجية، وخاصة المرأة المطلقة.